# NASA's Eyes

Скріншот програми Eyes on the Solar System, 26 грудня 2014

NASA's Eyes Visualization (також просто NASA's Eyes) — вільно доступний набір програм для візуалізації на комп'ютері, створений командою «Jet Propulsion Laboratory» (JPL) для відображення максимально реалістичних моделей космічних апаратів, планет та їх супутників та інших об'єктів сонячної системи. Положення і орієнтація космічного корабля та планет, представлені в програмному забезпеченні на основі реальних даних з «JPL».

## Eyes on the Solar System
«EotSS» була випущена в 2010 році та початково вимагала завантаження спеціального плагіну для рендерингу. Станом на середину 2012 року, «EotSS» написаний на мові «Java» та є кросплатформовим.
Найбільше навантаження програма отримала під час запуску і приземлення апарата під час місії Марсіанська наукова лабораторія. Приземлення «MSL» спостерігали більше 739,000 користувачів та 20 терабайт даних передавались з серверів «JPL», цього вікенду для підтримки роботи програми. Час приземлення марсоходу був запрограмований на декілька тижнів вперед, як виявилось з точністю до секунди.

## Eyes on the Earth
Eyes on the Earth (EoE) — комп'ютерна 3D програма створена Jet Propulsion Laboratory (JPL) для візуалізації даних з різноманітних орбітальних апаратів NASA. Початково випущена як Unity3D — інтерактивний вебзастосунок, зазнавши багатьох змін включаючи мобільний додаток «Earth Now».

## Нагороди
- 2016 Webby Award в номінації «Government & Civil Innovation» website for Experience Curiosity[6]
- 2009 Webby Award в номінації «Global Climate Change» website for Eyes on the Earth[7]